# Museu da Colonial Cottage
O Museu da Colonial Cottage, construído em 1858, é um museu em Wellington, Nova Zelândia. Foi identificado como o mais antigo edifício de Wellington. O edifício está em estilo georgiano tardio. O edifício foi construído por William Wallis, que chegou à Nova Zelândia em 1867 com a sua mulher Catherine.